# Пшибышевский, Болеслав Станиславович
Болесла́в Станисла́вович Пшибыше́вский (пол. Bolesław Przybyszewski; 22 февраля 1892, Берлин, Пруссия — 21 августа 1937, Москва, СССР) — советский общественно-музыкальный деятель, музыковед и педагог. Директор Московской консерватории (1929—1932).

## Биография
Болеслав Пшибышевский родился 22 февраля 1892 года в Берлине (Пруссия). Он был внебрачным сыном польского писателя Станислава Пшибышевского и Марфы Фердер. После самоубийства матери 9 июня 1896 года Болеслав Пшибышевский был отдан на воспитание родителям отца, к которыми он переехал в Российскую империю в польский городок Лоево в Куявии, а затем в Вонгровец. Бабушка привила внуку любовь к музыке. В 1912 году Болеслав Пшибышевский переехал в Варшаву, где учился в Варшавской консерватории. Во время Первой мировой войны как гражданин Пруссии был интернирован в Орск (Оренбургская область). 14 октября (по старому стилю) 1918 года Болеслав Пшибышевский женился на дочери бывшего городского головы подполковника запаса царской армии Эмилии Оттовне Нидеккер. Во время гражданской войны после отступления казачьих частей в августе 1919 года он остался в городе, где начал принимать участие в общественной жизни и культурных мероприятиях. Так в январе 1920 года Болеслав Пшибышевский выступил в местной печати с письмом, в котором он протестовал «против пошлых и уличных ругательств» в адрес его отца.
В 1920 году Болеслав Пшибышевский переехал в Москву, где вступил в ВКП(б). Преподавал в Коммунистическом университете национальных меньшинств Запада имени Мархлевского. Работал инспектором музыкальных средних специальных учебных заведений, занимал должности заместителя заведующего сектором искусств, заведующего секцией музыки Наркомпроса.
В 1929 году Болеслав Пшибышевский был назначен директором Московской консерватории. Время его правления совпало с государственной политикой «пролетаризации» консерваторий, подразумевавшей не только набор «классово верных» студентов, но и аналогичную замену преподавательского состава, преобразование учебных курсов «для приведения их в согласие с марксистским методом». Подобные реформы вызвали сильную негативную реакцию старой профессуры, уже имевшей острый конфликт с новым движением РАПМа, которое обвинялось ею в снижение музыкальных стандартов в счёт идеологизации, в «вульгарности» и «дилетантизме». Дирижёр К. С. Сараджев так оценил изменения: «…[В 1930—1931 гг.] Пшибышевским стала проводиться реформа учёбы, которую я считал губительной для консерватории. Эта реформа сильно сокращала часы занятий наиболее важных дисциплин и нагружала учеников совершенно излишними предметами [политэкономическими дисциплинами]…». В результате К. С. Сараджев с некоторыми другими педагогами (в том числе Н. Я. Мясковским) покинул консерваторию. Однако основной костяк старой профессуры остался. Фигура директора приобрела славу «одиозной». В 1931 году на волне популярности замены «старых» названий учреждений консерватория была переименована в «Высшую музыкальную школу имени Ф. Я. Кона» (в честь начальника Пшибышевского). Это вызвало особое возмущение, а злые языки тут же иронично прозвали заведение «конской школой». Память о правлении Пшибышевского осталась преимущественно «остро критичной», хотя и противоречивой. Его современник, — композитор В. Я. Шебалин, в воспоминаниях характеризовал его так: «типичный интеллигент в плохом смысле этого слова: слабовольный, ненадёжный, но желавший всем казаться хорошим; консерватория была для него чужой и никакой пользы ей он не принёс». Другой преподаватель консерватории Г. М. Коган описал директора как «человека достаточно высокой культуры, попавшего, однако, полностью под воздействие рапмовских лозунгов, в духе которых он начал „выправлять“ постановку консерваторского образования», отметив губительность таких преобразований. Композитор В. В. Щербачёв оставил позитивные воспоминания о Пшибышевском: «Это очень интересный человек, живущий напряженнейшей интеллектуальной жизнью, большой фантазёр в своих исканиях, очень увлекающийся и впадающий в почти догматические крайности в своих увлечениях. Читал мне отрывки из своей книги о Бетховене и куски разборов симфонии, это очень интересно, культурно и соображения о Бахе, очень новые и любопытные, где он Баха рассматривает прежде всего не как полифониста, а как гармониста, и считает главной заслугой Баха то, что он рукоположник функциональности в гармонии, и что этим Бах больше всего двинул музыку вперед, все это он очень интересно обосновывает и социологически. Говорили также и о моих делах и планах, вообще всё время разговор носил очень напряженный и насыщенный характер». С другой стороны, в более поздних описаниях директора наоборот характеризовали как «деспота» и жесткого цензора. Однако вскоре влияние новых музыкальных движений ослабло, а 11 февраля 1932 года Болеслав Пшибышевский был снят с должности директора.

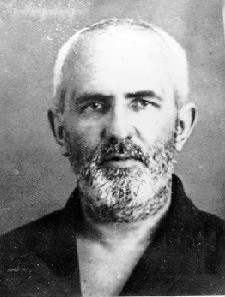
Арестант Б. С. Пшибышевский.

В ходе партийной «чистки» 1933 года Болеслав Пшибышевский был исключён из ВКП(б). Вскоре он был арестован и обвинён в гомосексуальных связях (в 1933 году по указанию Сталина они снова стали считаться уголовным преступлением). Был осуждён на три года, срок отбывал в Белбалтлаге на стройке Беломоро-Балтийского канала. Там он стал заведующим музыкальной частью Центрального театра Беломоро-Балтийского комбината НКВД, который, благодаря его участию, имел достаточно высокий уровень. Вышел на свободу 7 января 1936 года, но остался работать в театре как вольнонаёмный. Повторно арестован 1 марта 1937 года. Военной коллегией Верховного Суда СССР 21 августа 1937 года приговорён к расстрелу по обвинению в шпионаже и подготовке террористического акта (приговор приведён в исполнение в тот же день). Реабилитирован как жертва политических репрессий 15 сентября 1956 года. Эмилия Нидеккер также была репрессирована в 1937 году, вышла из лагерей в 1945 году с туберкулёзом. В 1946 году она скончалась. В своих воспоминаниях Д. Д. Шостакович среди прочих назвал преследование Пшибышевского примером политического террора против музыкальной интеллигенции.